# Les Poètes
Pour les articles homonymes, voir Les Poètes (recueil).
Albums de Bernard Lavilliers
Chanson pour ma mie
(1968) Le Stéphanois
(1975)
Les Poètes est un album studio de Bernard Lavilliers sorti en 1972.

## Titres
Toutes les compositions sont de Bernard Lavilliers, sauf indication contraire.
1. Les Poètes
2. Tendresse
3. Le Pharmacien
4. Le Voleur
5. L'Évangile selon saint Nanar
6. Fait divers
7. La Politique
8. Femme
9. Brazil
10. La Mort
11. Marizibill (Guillaume Apollinaire)
12. La Manche